# Stola dei quattro evangelisti

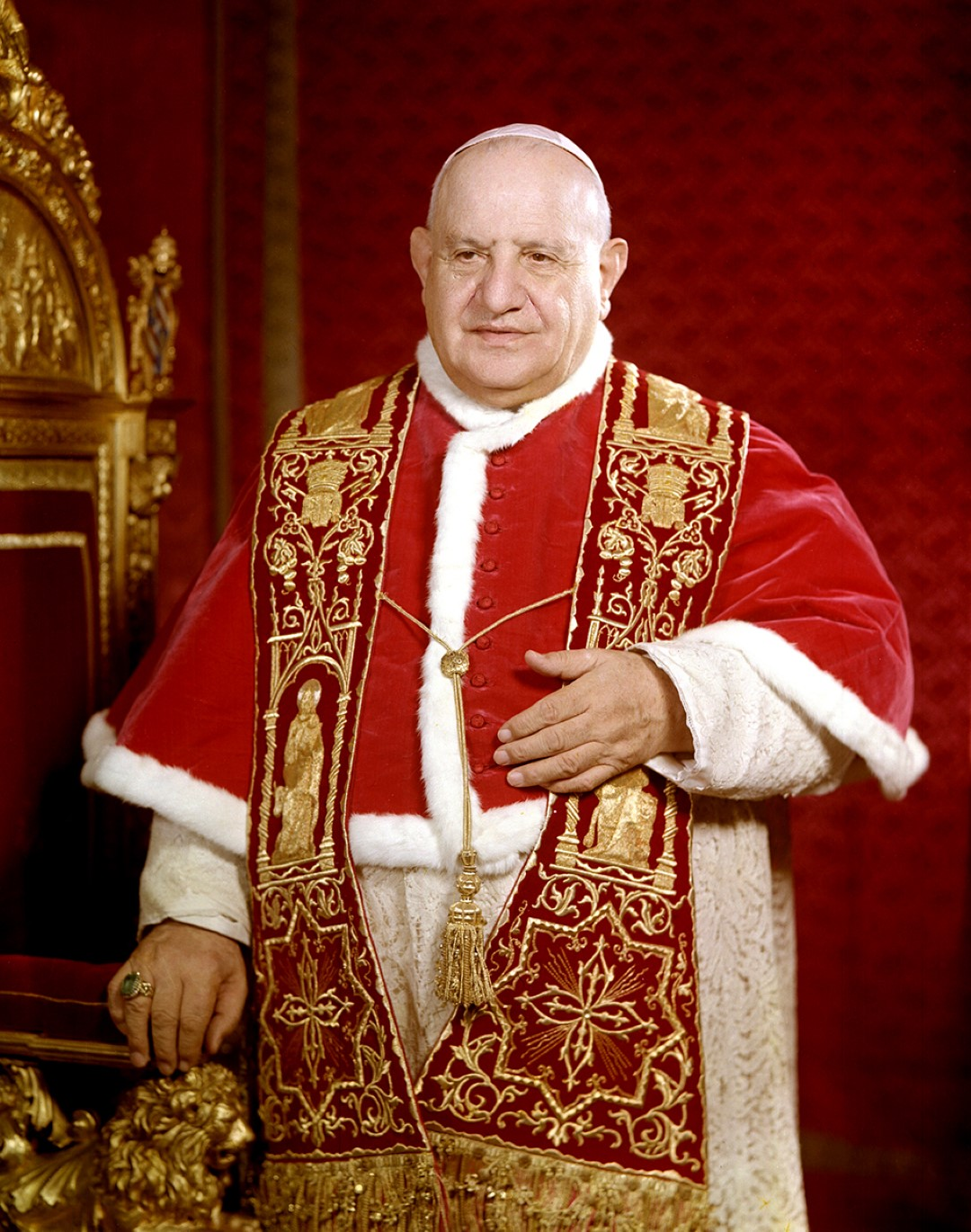
Papa Giovanni XXIII indossa la stola dei quattro evangelisti

La stola dei quattro evangelisti è un paramento liturgico della Chiesa cattolica usato dal papa.

## Descrizione
Viene solitamente indossata dal papa sopra l'abito corale, ma talvolta è stata utilizzata anche sopra l'abito piano, specialmente durante il pontificato di papa Francesco. Il colore di base della stola è il rosso e su ogni lato dell'edicola sono raffigurati due evangelisti e i loro simboli in filo d'oro: a sinistra in alto Matteo con un angelo e in basso Luca con un toro, a destra in alto Giovanni con un'aquila e in basso Marco con un leone. Tra di loro, su entrambi i lati, si trova uno stemma papale con la tiara e le chiavi incrociate. Le due estremità della stola sono allargate e sfrangiate. Su entrambi i lati, è presente una stella a otto punte con una croce incisa.

## Storia
La genesi di tale stola non è ben conosciuta, bensì è presumibile che la sua realizzazione sia avvenne durante il pontificato di papa Benedetto XV, che fu il primo pontefice ad essere fotografato con tale stola indosso; il suo successore, Pio XI, non la indossò. Pio XII, Giovanni XXIII, Paolo VI, Giovanni Paolo I e Giovanni Paolo II la indossarono durante la benedizione Urbi et Orbi subito dopo la loro elezione, come anche in altre occasioni. Durante il pontificato di Giovanni Paolo II, il ricamo, in particolare lo stemma papale, iniziò a mostrare segni di usura; il Pontefice respinse il progetto di trasferire il ricamo su un nuovo tessuto per rispetto del pezzo storico, e dunque ne fu realizzata una copia che fu da lui stesso indossata principalmente durante il Giubileo del 2000. Anche papa Benedetto XVI, papa Francesco e papa Leone XIV indossarono il duplicato durante il loro pontificato.

## Galleria di immagini
Di seguito le immagini ritraenti i vari pontefici che portano addosso la stola dei quattro evangelisti.

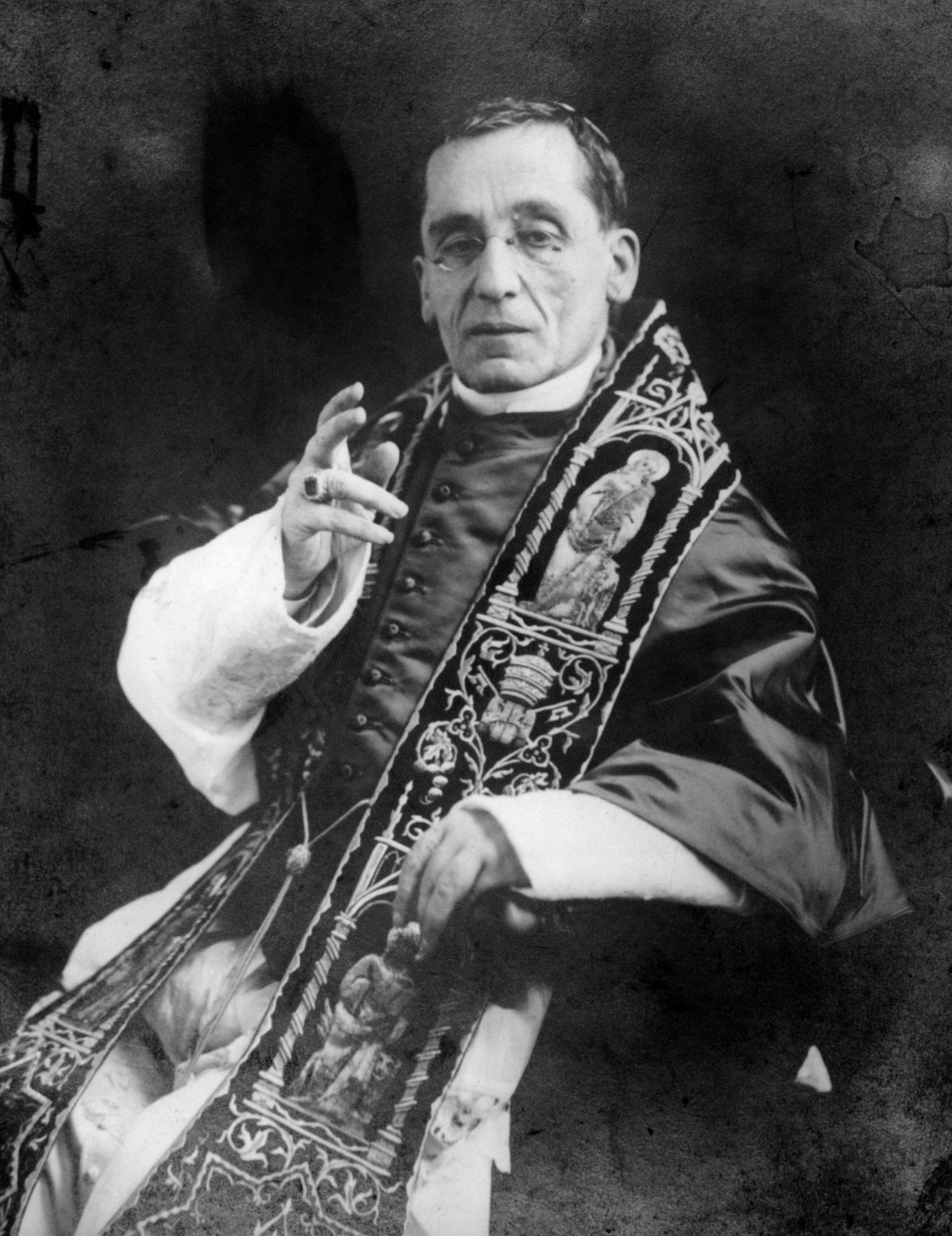
Benedetto XV
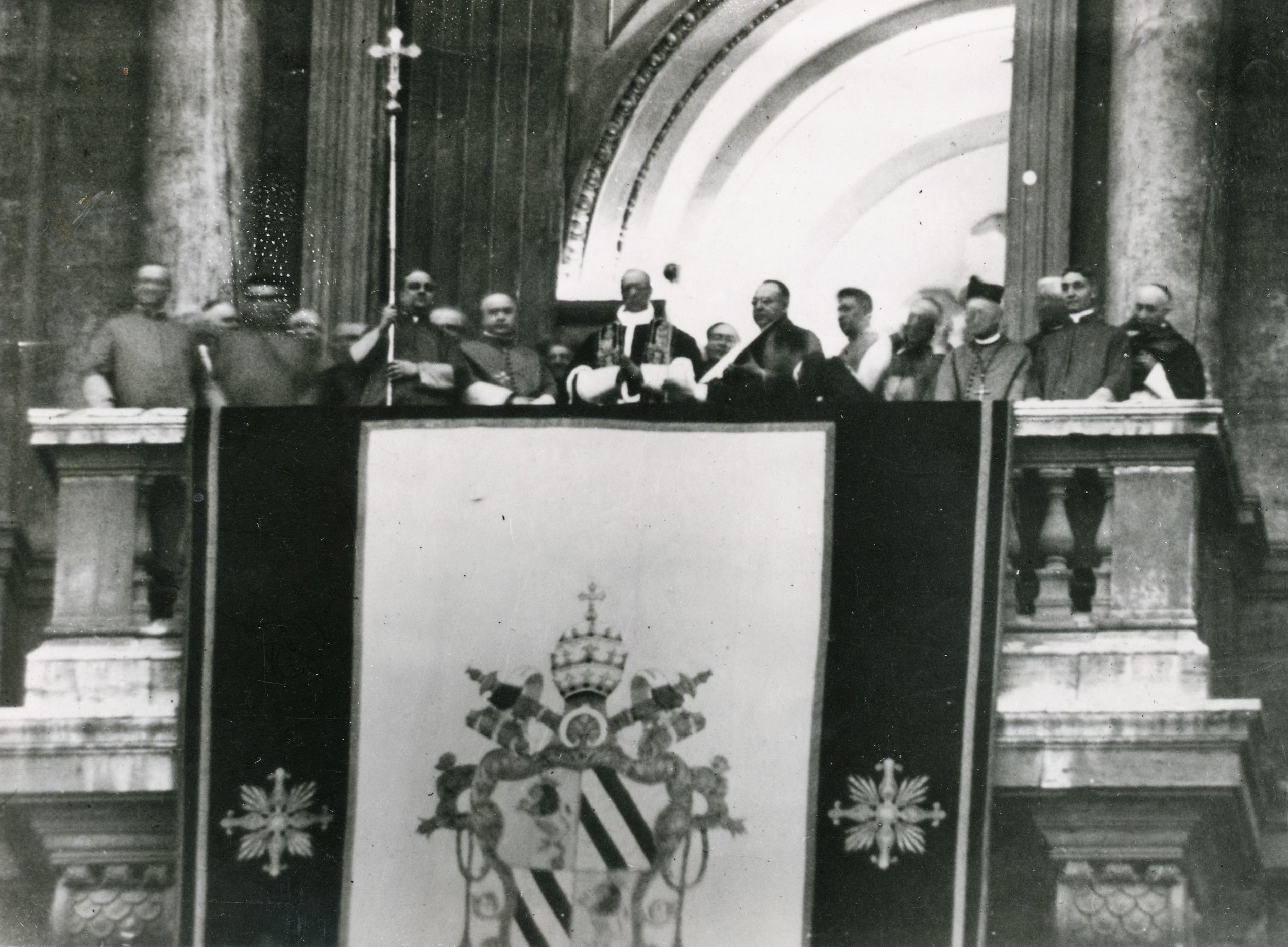
Pio XII
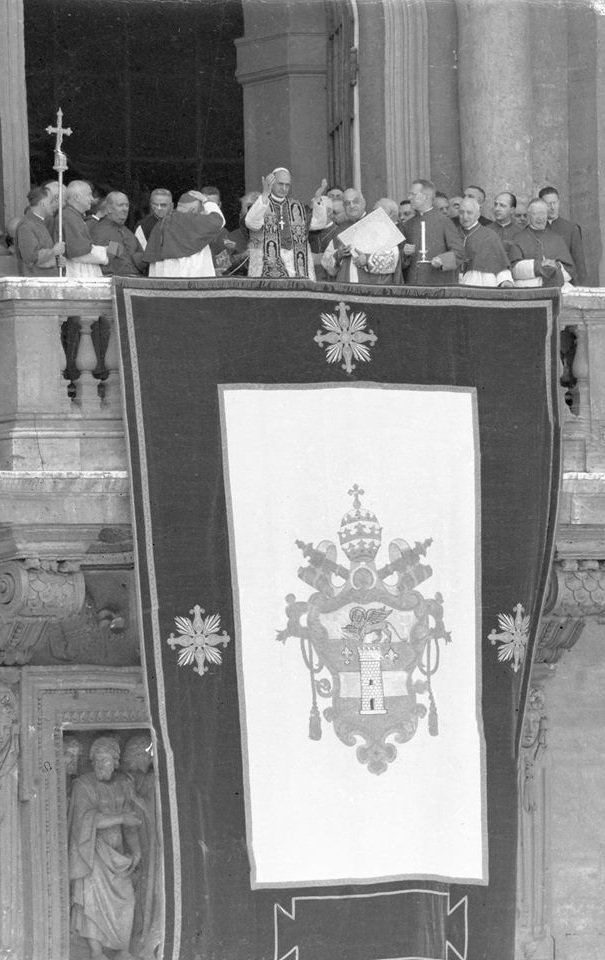
Paolo VI
Giovanni Paolo I
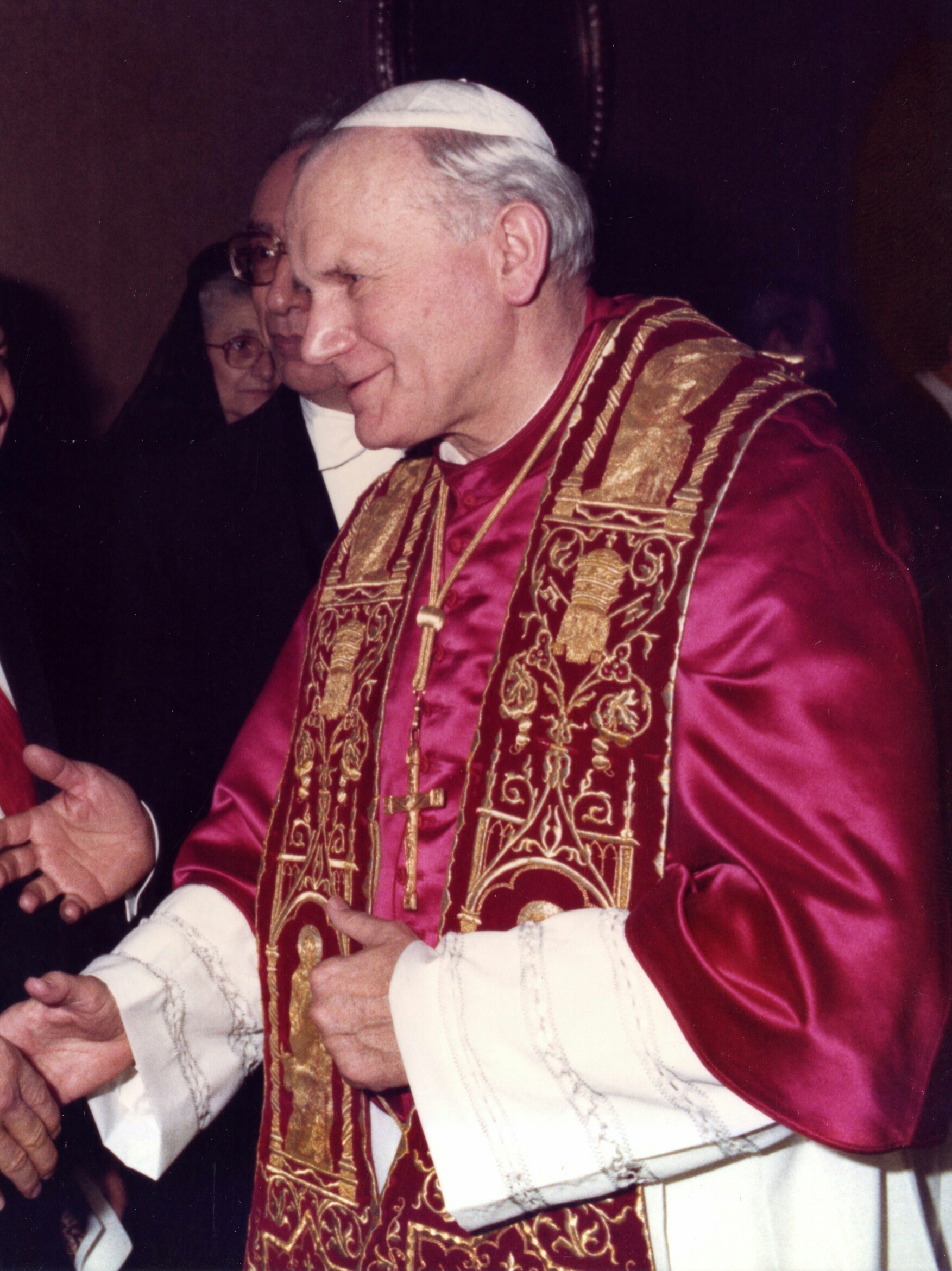
Giovanni Paolo II
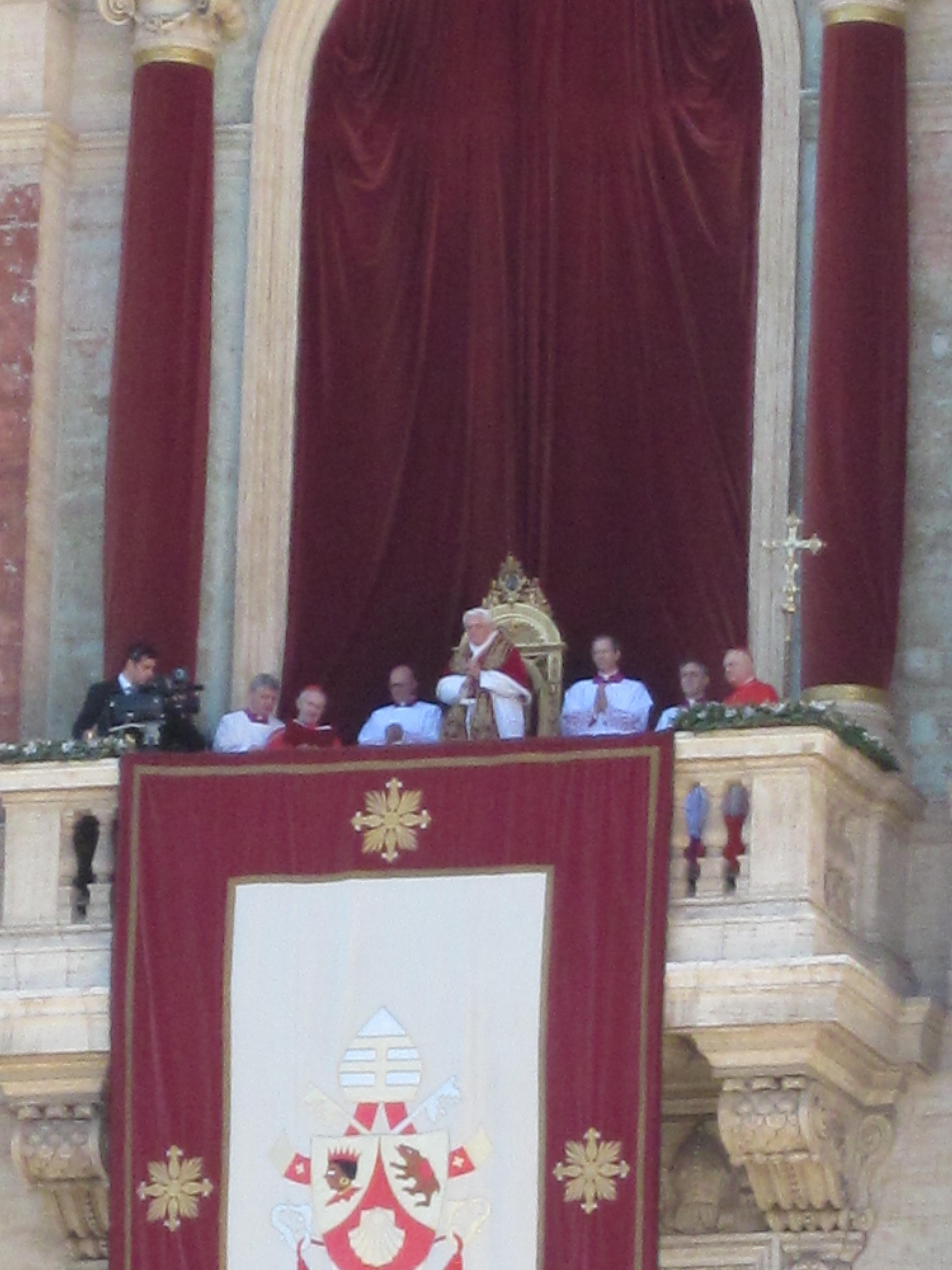
Benedetto XVI
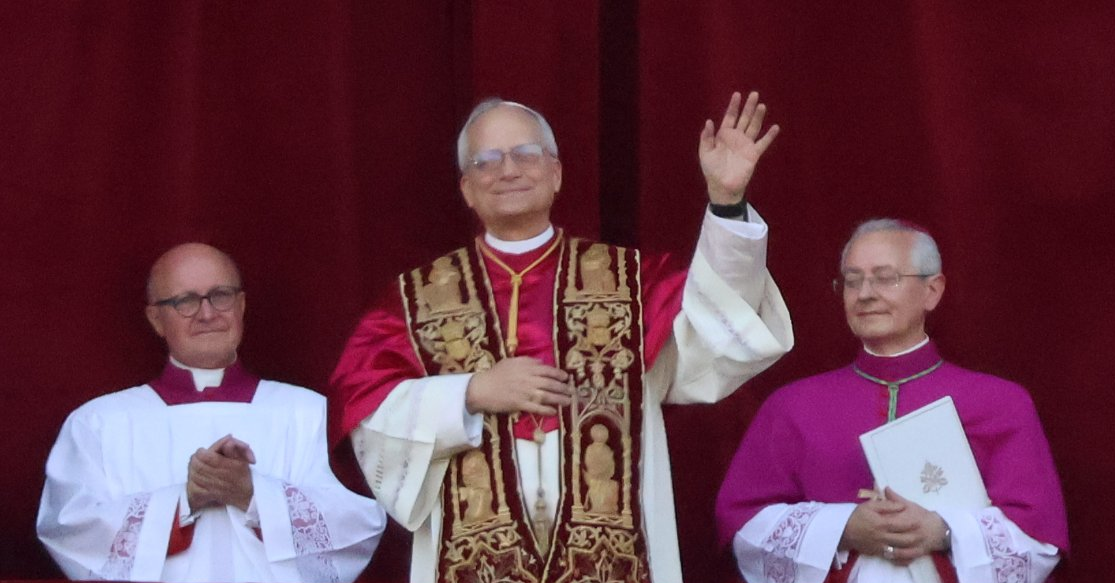
Leone XIV